# Stefan Mücke
Stefan Mücke (22 de noviembre de 1981, Berlín, Alemania) es un piloto de automovilismo de velocidad alemán. Fue campeón de la Le Mans Series 2009 y subcampeón en el Campeonato Mundial de GT1 2011. Asimismo, obtuvo victorias en el Campeonato Mundial de Resistencia, la American Le Mans Series y la Blancpain Endurance Series, y podios en las 24 Horas de Le Mans 2012 y 2013, las 12 Horas de Sebring 2010 y 2012, y Petit Le Mans 2007 y 2011.
Su padre, Peter Mücke, es el dueño del equipo Mücke Motorsport, con el que compitió durante buena parte de su carrera deportiva.

## Inicios y DTM
Mücke fue campeón 1998 de la Fórmula BMW Alemana, obteniendo 15 victorias en 20 carreras corriendo para el equipo Mücke. En 1999 ascendió a la Fórmula 3 Alemana, donde resultó noveno. En 2000 obtuvo dos triunfos y cinco podios, de modo que alcanzó la quinta colocación del campeonato. El piloto consiguió en 2001 dos victorias y 11 podios en las 20 carreras, de modo que terminó subcampeón de la Fórmula 3 Alemana.
Para la temporada 2002, Mücke pasó a disputar el Deutsche Tourenwagen Masters con un Mercedes-Benz Clase CLK 2001 con el equipo Rosberg, obteniendo un octavo lugar como mejor resultado. Tampoco logró puntos en 2003, nuevamente como piloto de Rosberg al volante de un Mercedes-Benz del año anterior.
Persson fichó a Mücke en 2004. Con un Mercedes-Benz Clase CLK antiguo, obtuvo un séptimo lugar y tres décimos, de modo que terminó 15º en la tabla general.
El piloto retornó al equipo Mücke para el DTM 2005, utilizando un Mercedes-Benz Clase C del año anterior. Logró un séptimo puesto, un octavo y un noveno, colocándose así 18º en el campeonato. En 2006 resultó cuarto en Norisring y arribó séptimo en Zandvoort, con lo que sumó siete puntos para culminar 12º en el clasificador final.

## Transición a automóviles deportivos (2007)
Mücke dejó los turismos en 2007, y disputó diversas carreras de automóviles deportivos. Corrió el Campeonato FIA GT con Münnich al volante de un Lamborghini Murciélago de la clase GT1. Allí consiguió una victoria y un segundo lugar, por lo cual quedó 16º en el campeonato de pilotos.
También disputó las cinco fechas de la Le Mans Series con un Lola-Judd de Charouz. Junto a Jan Charouz, resultó segundo en los 1000 km de Valencia y cuarto en los 1000 km de Nürburgring, quedando así décimo en el campeonato de pilotos de la clase LMP1. Con Alex Yoong como tercer piloto, llegó octavo absoluto en su debut en las 24 Horas de Le Mans. Más tarde, disputó dos fechas de la American Le Mans Series con Zytek, resultando tercero en LMP2 y cuarto absoluto en Petit Le Mans.

## Aston Martin (2008-2015)
En 2008, Mücke volvió a disputar la Le Mans Series y las 24 Horas de Le Mans con Charouz, en este caso pilotando un Lola-Aston Martin. Consiguió un segundo puesto en los 1000 km de Silverstone, un tercero en los 1000 km de Cataluña y un quinto en los 1000 km de Nürburgring, de modo que terminó noveno en el campeonato de pilotos de LMP1. También finalizó noveno absoluto en las 24 Horas de Le Mans, en este caso contando como tercer piloto a Tomáš Enge. Ese mismo año, corrió dos fechas del Campeonato FIA GT con un Aston Martin Vantage oficial, acompañando a Enge, así como las 24 Horas de Nürburgring con un Aston Martin DB9.
Mücke corrió la Le Mans Series 2009 junto a Enge y Charouz, nuevamente con un Lola-Aston Martin. Obtuvo dos victorias y podios en las cinco carreras de la Le Mans Series, obteniendo los campeonatos de pilotos y equipos frente a Pescarolo, Oreca y Prodrive. Asimismo, resultó cuarto en las 24 Horas de Le Mans por detrás de los Peugeot y Audi oficiales. Luego resultó cuarto y primero en las dos mangas de los 1000 km de Okayama de la Asian Le Mans Series, en este caso con un Lola-Aston Martin oficial junto a Harold Primat. Por otra parte, el alemán participó en dos fechas del Campeonato FIA GT con un Aston Martin Vantage de Hexis como compañero de butaca de Frédéric Makowiecki, obteniendo un segundo lugar en la clase GT2.
El alemán disputó en 2010 el renombrado Campeonato Mundial de GT1 con un Aston Martin DB9 de Fischer. Acompañado de Christoffer Nygaard, obtuvo un tercer lugar y tres quintos en 18 carreras disputadas, terminando 27º en la tabla general. También con un Aston Martin DB9, corrió los 1000 km de Spa-Francorchamps de la Le Mans Series. Por otra parte, corrió varias carreras de resistencia con un Lola-Aston Martin oficial de Prodrive junto a Primt y Adrián Fernández: resultó tercero en las 12 Horas de Sebring, segundo en las 8 Horas de Le Castellet, y sexto en las 24 Horas de Le Mans.
Mücke corrió el Campeonato Mundial de GT1 2011 nuevamente para Fischer, pero ahora acompañado de Darren Turner. Acumuló una victoria y siete podios en 20 carreras, pero no pudo disputar las últimas dos carreras y quedó subcampeón por detrás de Michael Krumm y Lucas Luhr de JRM. El piloto también disputó las 6 Horas de Le Castellet y las 24 Horas de Le Mans para Prodrive, pero el nuevo Aston Martin AMR-One presentó problemas mecánicos en ambas carreras. Por ello, el equipo volvió al antiguo Lola-Aston Martin, con el que el alemán llegó primero en la fecha de Laguna Seca de la American Le Mans Series, tercero en Petit Le Mans y sexto en las 6 Horas de Zhuhai de la Copa Intercontinental Le Mans.
Prodrive retornó a los gran turismos para la temporada 2012, y Mücke pasó a pilotar un Aston Martin Vantage oficial de la clase GTE-Pro en el nuevo Campeonato Mundial de Resistencia junto a Turner y Fernández. Consiguió una victoria en Shanghái y podios en seis de ocho carreras, entre ellos dos terceros puestos en las 12 Horas de Sebring y las 24 Horas de Le Mans. Sin embargo, AF Corse ganó cinco carreras y Aston Martin resultó subcampeón de GTE-Pro. Por otra parte, el alemán corrió las 24 Horas de Nürburgring con un Aston Martin Vantage.
Continuando en el equipo oficial de Aston Martin en el Campeonato Mundial de Resistencia, el alemán obtuvo tres victorias, un segundo lugar y un tercero en las 24 Horas de Le Mans. Sumado a dos abandonos, terminó tercero en el campeonato de pilotos de GTE junto a su compañero Turner, y fue subcampeón de equipos y marcas. También venció en la fecha de Silverstone de la Blancpain Endurance Series, llegó décimo en las 24 Horas de Nürburgring, y arribó retrasado en las 12 Horas de Sebring, siempre junto a Turner en un Aston Martin Vantage oficial. Además, disputó las 24 Horas de Spa y dos fechas de la Asian Le Mans Series con Aston Martin, en este caso junto a amateurs.
En 2014, Mucke, junto con Turner logró dos victorias para Aston Martin en Interlagos y en Austin, y dos podios adicionales, finalizando sextos en la tabla de pilotos de la clase GT del Campeonato Mundial de Resistencia. Además, compitió en las 24 Horas de Daytona con, Turner, Richie Stanaway, Pedro Lamy, Paul Dalla Lana como compañero de butaca, llegando a meta retrasados, y en las 24 Horas de Nürburgring con Turner y Lamy, resultando quinto en la carrera.
Mucke participó parcialmente del Campeonato Mundial de Resistencia 2015 para Aston Martin, donde no logró podios en sus cinco participaciones. También participó de la Copa Mundial FIA GT, en donde resultó tercero en la carrera clasificatoria y en la carrera final. Además, compitió en las 12 Horas de Bathurst formando equipo con Alex MacDowall y Darryl O'Young para acabar tercero en la general, y en las 24 Horas de Daytona junto con Turner, Mathias Lauda, Lamy y Dalla Lana, en la que llegaron sexto en la clase.

## Ford (2016-presente)
En 2016, Mucke pasó a correr con un Ford GT oficial del equipo Chip Ganassi en el Campeonato Mundial de Resistencia. Junto con Olivier Pla, obtuvo una victoria y dos segundos lugares, para ubicarse séptimo en el campeonato de pilotos de la clase GTE-Pro. Además, el piloto alemán fue invitado a correr las 24 Horas de Daytona con el equipo Ganassi junto con Ryan Briscoe y Richard Westbrook, donde terminaron noveno en la clase.

## Resultados

### Campeonato Mundial de Resistencia de la FIA
(Clave) (negrita indica pole position) (cursiva indica vuelta rápida)

| Año     | Escudería                 | Clase     | Automóvil                | 1   | 2   | 3   | 4   | 5   | 6   | 7   | 8   | 9   | Pos. | Puntos | Ref.  |
| ------- | ------------------------- | --------- | ------------------------ | --- | --- | --- | --- | --- | --- | --- | --- | --- | ---- | ------ | ----- |
| 2012    | Aston Martin Racing       | LMGTE Pro | Aston Martin Vantage GTE | SEB | SPA | LMS | SIL | SÃO | BHR | FUJ | SHA |     | 35.º | 7      | [ 1 ] |
| 2012    | Aston Martin Racing       | LMGTE Pro | Aston Martin Vantage GTE | 18  | Ret | 17  | 19  | 17  | 14  | 19  | 16  |     | 35.º | 7      | [ 1 ] |
| 2013    | Aston Martin Racing       | LMGTE Pro | Aston Martin Vantage GTE | SIL | SPA | LMS | SÃO | COA | FUJ | SHA | BHR |     | 3.º  | 125.5  | [ 2 ] |
| 2013    | Aston Martin Racing       | LMGTE Pro | Aston Martin Vantage GTE | 1   | 4   | 3   | 2   | Ret | 1   | 1   | Ret |     | 3.º  | 125.5  | [ 2 ] |
| 2014    | Aston Martin Racing       | LMGTE Pro | Aston Martin Vantage GTE | SIL | SPA | LMS | COA | FUJ | SHA | BHR | SÃO |     | 5.º  | 102    | [ 3 ] |
| 2014    | Aston Martin Racing       | LMGTE Pro | Aston Martin Vantage GTE | 3   | 4   | 10  | 1   | 9   | Ret | 2   | 1   |     | 5.º  | 102    | [ 3 ] |
| 2015    |                           | LMGTE Pro | Aston Martin Vantage GTE | SIL | SPA | LMS | NÜR | COA | FUJ | SHA | BHR |     | 18.º | 34     | [ 4 ] |
| 2015    | Aston Martin Racing       | LMGTE Pro | Aston Martin Vantage GTE | 5   | 5   | Ret | 6   |     |     |     |     |     | 18.º | 34     | [ 4 ] |
| 2015    | Aston Martin Racing V8    | LMGTE Pro | Aston Martin Vantage GTE |     |     |     |     |     | 7   |     |     |     | 18.º | 34     | [ 4 ] |
| 2016    | Ford Chip Ganassi Team UK | LMGTE Pro | Ford GT                  | SIL | SPA | LMS | NÜR | MEX | COA | FUJ | SHA | BHR | 4.º  | 118    | [ 5 ] |
| 2016    | Ford Chip Ganassi Team UK | LMGTE Pro | Ford GT                  | 5   | Ret | 1   | 4   | 11  | 13  | 2   | 2   | 6   | 4.º  | 118    | [ 5 ] |
| 2017    | Ford Chip Ganassi Team UK | LMGTE Pro | Ford GT                  | SIL | SPA | LMS | NÜR | MEX | COA | FUJ | SHA | BHR | 8.º  | 95     | [ 6 ] |
| 2017    | Ford Chip Ganassi Team UK | LMGTE Pro | Ford GT                  | 4   | 3   | 6   | 6   | 7   | 8   | 4   | 4   | 5   | 8.º  | 95     | [ 6 ] |
| 2018-19 | Ford Chip Ganassi Team UK | LMGTE Pro | Ford GT                  | SPA | LMS | SIL | FUJ | SHA | SEB | SPA | LMS |     | 5.º  | 88     | [ 7 ] |
| 2018-19 | Ford Chip Ganassi Team UK | LMGTE Pro | Ford GT                  | 1   | 3   | 6   | 8   | 7   | 18  | 10  | 4   |     | 5.º  | 88     | [ 7 ] |